# Preonictis
Preonictis — вимерлий рід хижоморфних ссавців. Скам'янілості знайдено в таких країнах: Китай. Описано такі види: Preonictis youngi.